# キリル・ボプロソフ
キリル・ボプロソフ（Kirill Voprosov 1986年3月27日 - ）はロシアの柔道選手。階級は90kg級。

## 人物
2010年の世界団体では3位になった。その後も2011年のグランドスラム・東京で3位、2012年のワールドマスターズで2位になるなど国際大会で一定の活躍をするものの、ロンドンオリンピックには出場できなかった。2013年のヨーロッパ選手権では3位になった。2014年のヨーロッパ選手権では2位だった。地元ロシアで開催された世界選手権では3位になった。

## 主な戦績
- 2005年 - ヨーロッパジュニア　2位(81kg級)
- 2009年 - ワールドカップ・ワルシャワ　3位
- 2010年 - ワールドカップ・カイロ　優勝
- 2010年 - グランプリ・ロッテルダム　3位
- 2010年 - 世界団体　3位
- 2011年 - グランプリ・バクー　2位
- 2011年 - グランドスラム・リオデジャネイロ　5位
- 2011年 - ワールドカップ・マイアミ　3位
- 2011年 - ワールドカップ・ウランバートル　2位
- 2011年 - グランプリ・アムステルダム　2位
- 2011年 - グランドスラム・東京　3位
- 2012年 - ワールドマスターズ　2位
- 2012年 - グランプリ・アブダビ　優勝
- 2013年 - ワールドマスターズ　2位
- 2013年 - ヨーロッパ選手権　3位
- 2013年 - ユニバーシアード　3位
- 2013年 - グランプリ・青島　2位
- 2014年 - ヨーロッパ選手権　2位
- 2014年 - 世界選手権　3位
- 2014年 - 世界団体　2位
- 2014年 - グランドスラム・バクー　3位
- 2015年 - パンナムオープン・サンティアゴ　2位
- 2015年 - パンナムオープン・モンテビデオ　2位
- 2015年 - ヨーロッパ競技大会　団体戦　3位

(出典、JudoInside.com)。